# 2619 Skalnaté Pleso
2619 Skalnaté Pleso è un asteroide della fascia principale. Scoperto nel 1979, presenta un'orbita caratterizzata da un semiasse maggiore pari a 3,0098120 UA e da un'eccentricità di 0,0386739, inclinata di 1,11695° rispetto all'eclittica.
L'asteroiode è dedicato all'omonimo osservatorio astronomico in Slovacchia.